# Bolgár festők listája
Ez a lista a bolgár festők nevét tartalmazza ábécé sorrendben.
A
- Nikola Avramov (1897–1945)

B
- Zlatu Bojadzsiev (1901–1976)
- Dimitar Bojuklijszki
- Dora Boneva (1936–2021)

C, Cs
- Csudomir (1890–1976)

D
- Vladimir Dimitrov - Maistora (1882–1960)
- Szilvija Dimitrova (1970–)
- Dimitar Dobrovics (1816–1905)
- Sztaniszlav Dospevszki (1823–1878)
- Dimitar Djudjenov (1891–1979)

H
- Ivan Hrisztov (1900–1987)

K
- Dimitar Kirov
- Ivan Kirkov (1932–2010)

L
- Canko Lavrenov (1896–1978)

M
- Dimitar Manasziev Mehandzsijszki (1915–1999)
- Ivan Markvicska (1856–1938)
- Ivan Milev  (1897–1927)

N
- Radi Nedelcsev (1938–)
- Ivan Nenov (1902–1997)
- Ekaterina Szavova Nenova

O
- Bencso Obreskov (1899–1970)

P
- Nikolaj Pavlovics
- Georgi Papazov (1894–1972)
- Jules Pascin (1885–1930)
- Ilija Petrov (1903–1975)
- Encso Pironkov (1932–)

R
- Szvetlin Ruszev (1933–2018)
- Liljana Ruszeva

S, Sz
- Konsztantin Starkelov (1889–1961)
- Vaszil Sztoilov(1904–1989)

T
- Nikola Tanev (1890–1962)

U
- Decsko Uzunov (1899–1986)

V
- Sztojan Venev (1904–1989)
- Jaroszlav Vesín (1860–1915)

Z
- Dimitar Zograf (1796–1860)
- Zaharij Zograf (1810–1853)